# Bridelia stipularis
Bridelia stipularis là một loài thực vật có hoa trong họ Diệp hạ châu. Loài này được (L.) Blume mô tả khoa học đầu tiên năm 1826.

## Hình ảnh

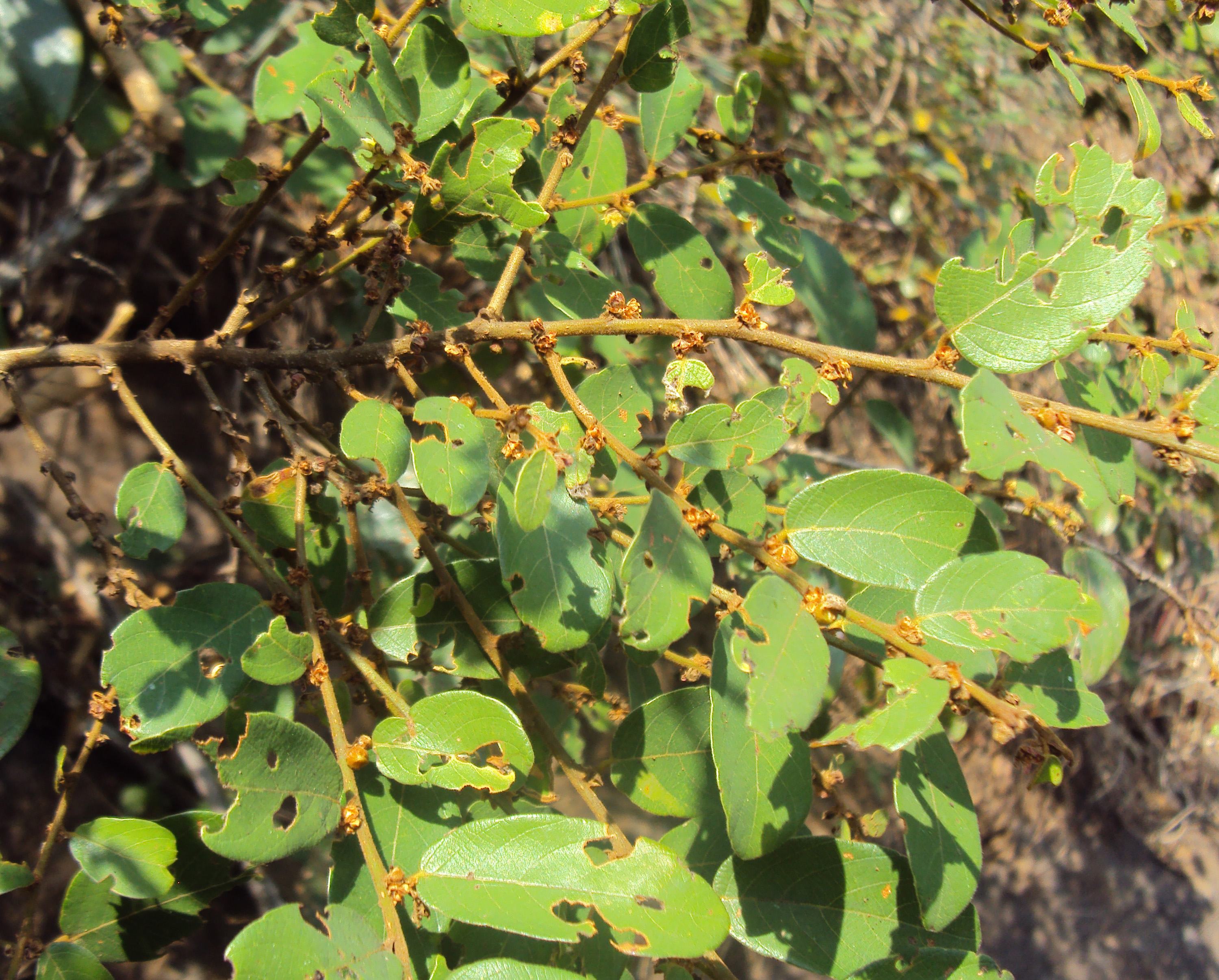
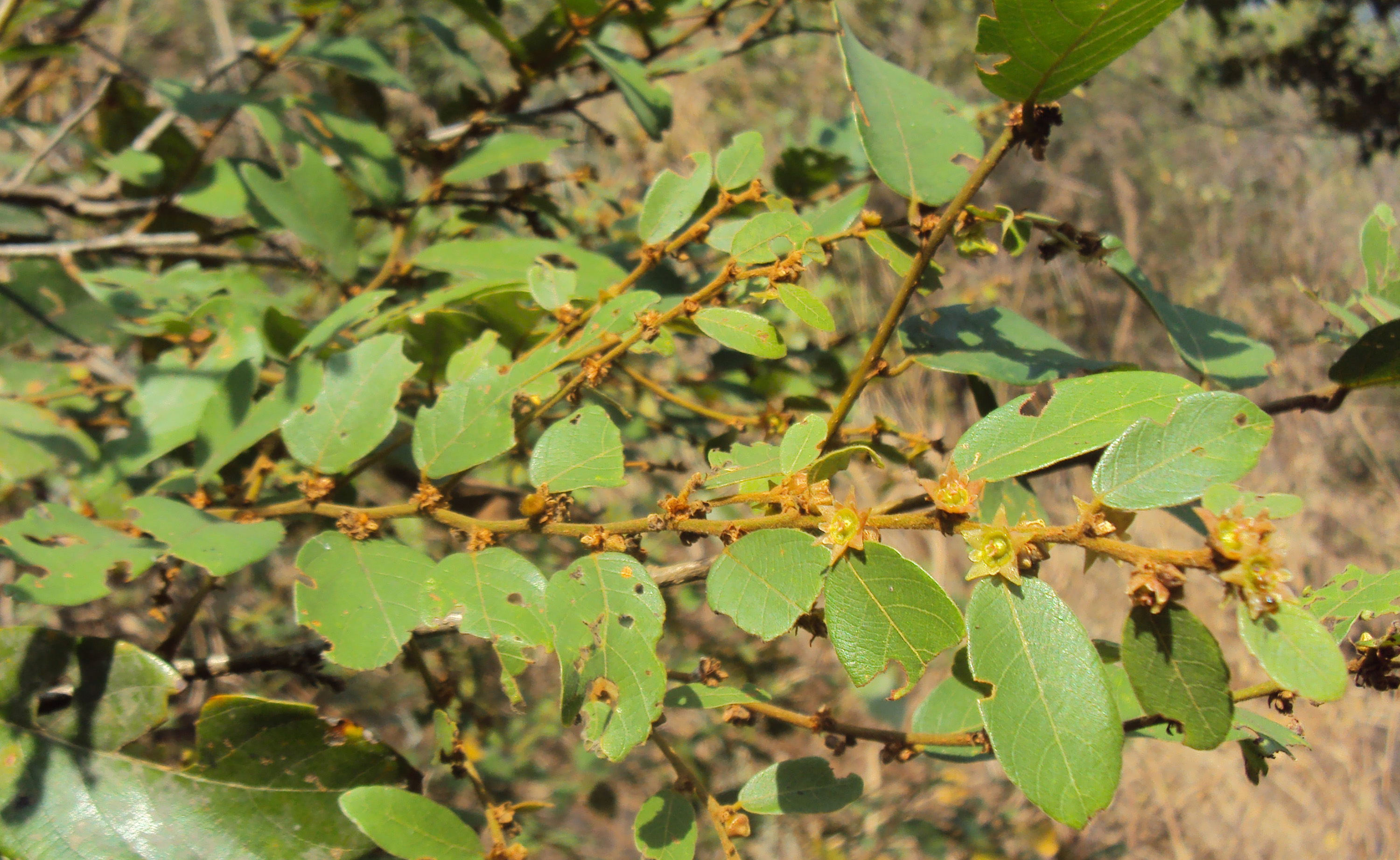
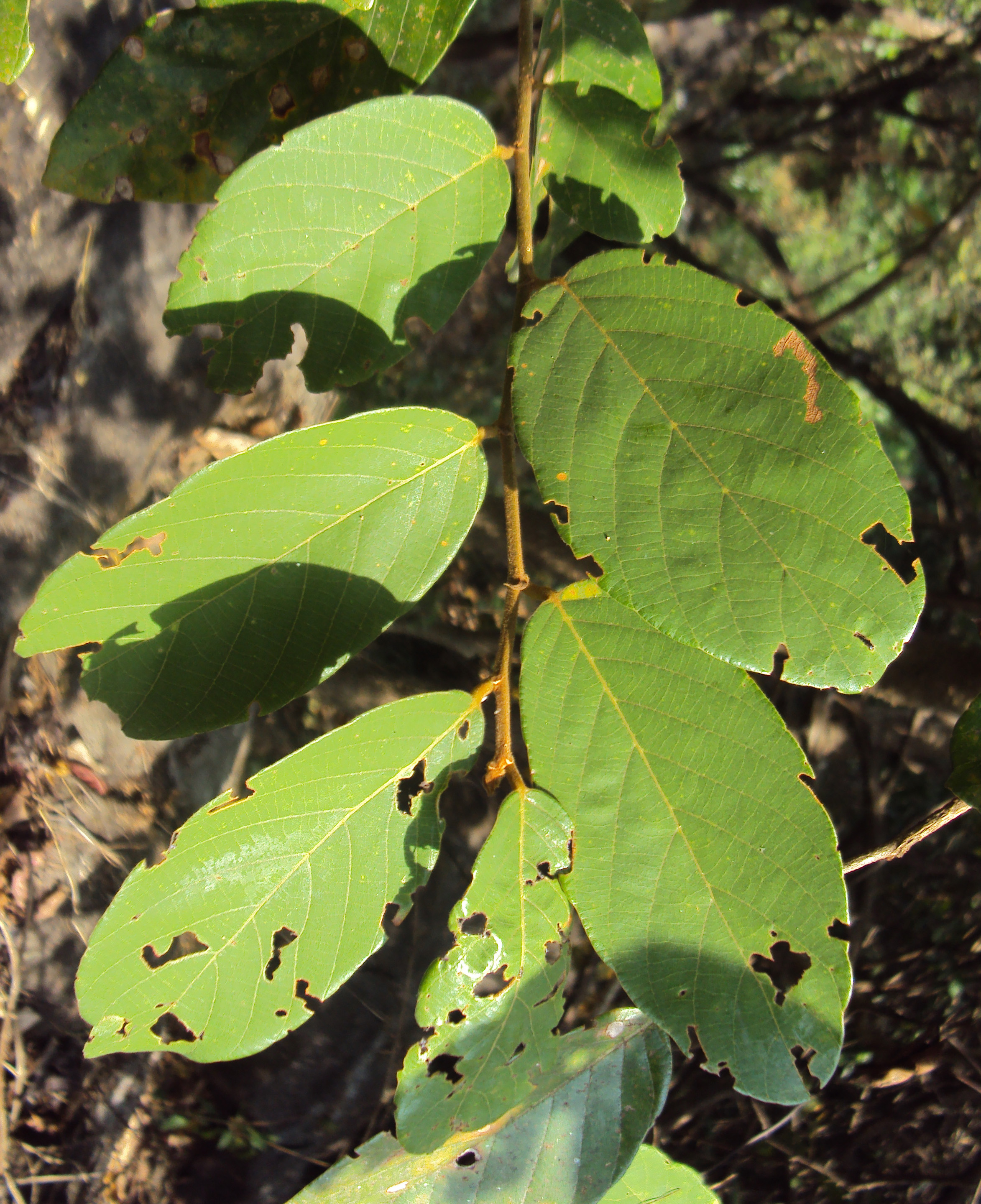
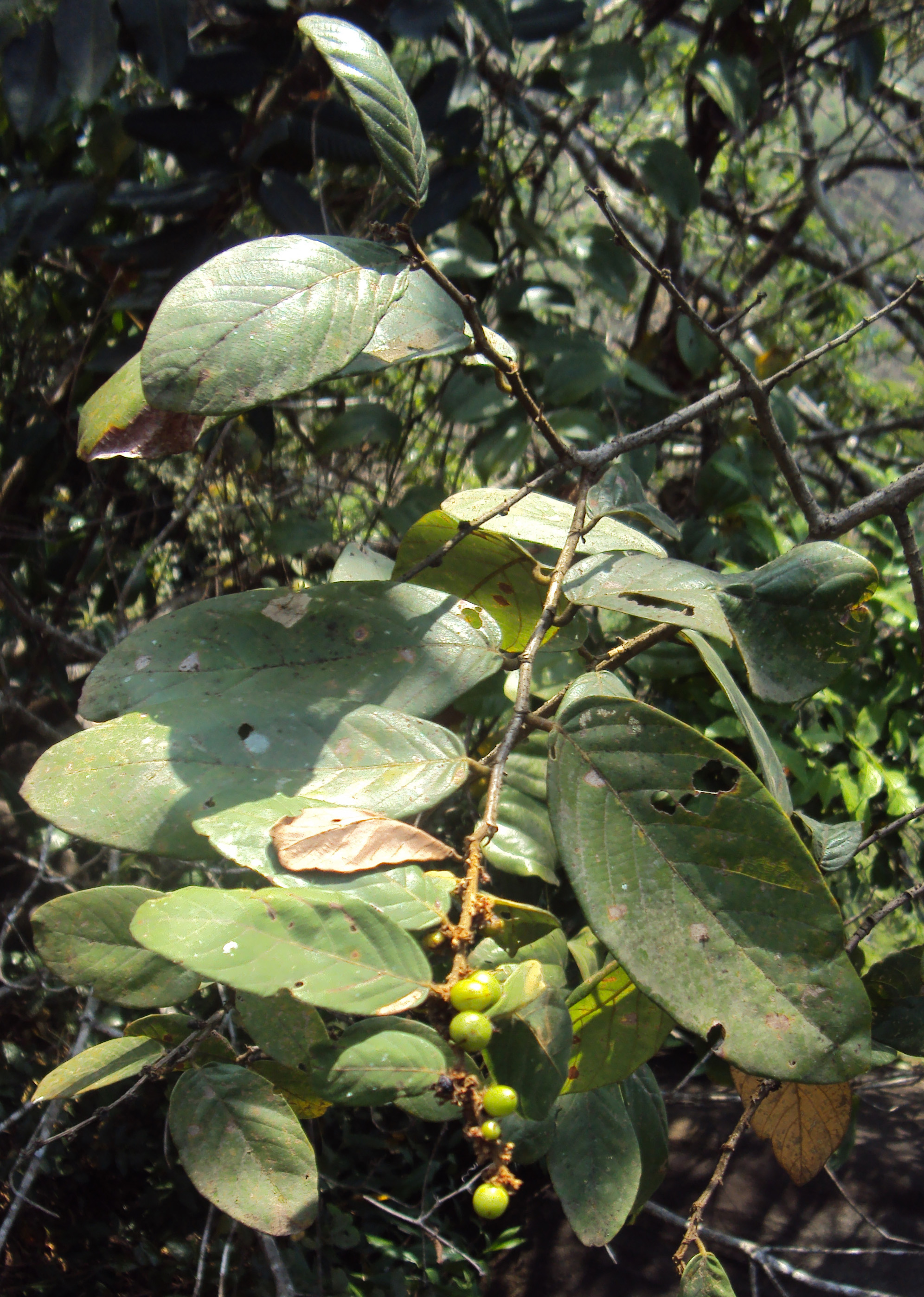